# 마크 캇세이
마크 캇세이(Mark Kotsay, 1975년 12월 2일 ~ )는 미국의 전 야구 선수이자, 현재 메이저리그 오클랜드 애슬레틱스의 감독이다. 현역 시절에메이저 리그 베이스볼(MLB) 팀 플로리다 말린스, 샌디에이고 파드리스, 오클랜드 애슬레틱스, 애틀랜타 브레이브스, 보스턴 레드삭스, 시카고 화이트삭스, 밀워키 브루어스 등지에서 활동했다.